# José Longinos Ellauri

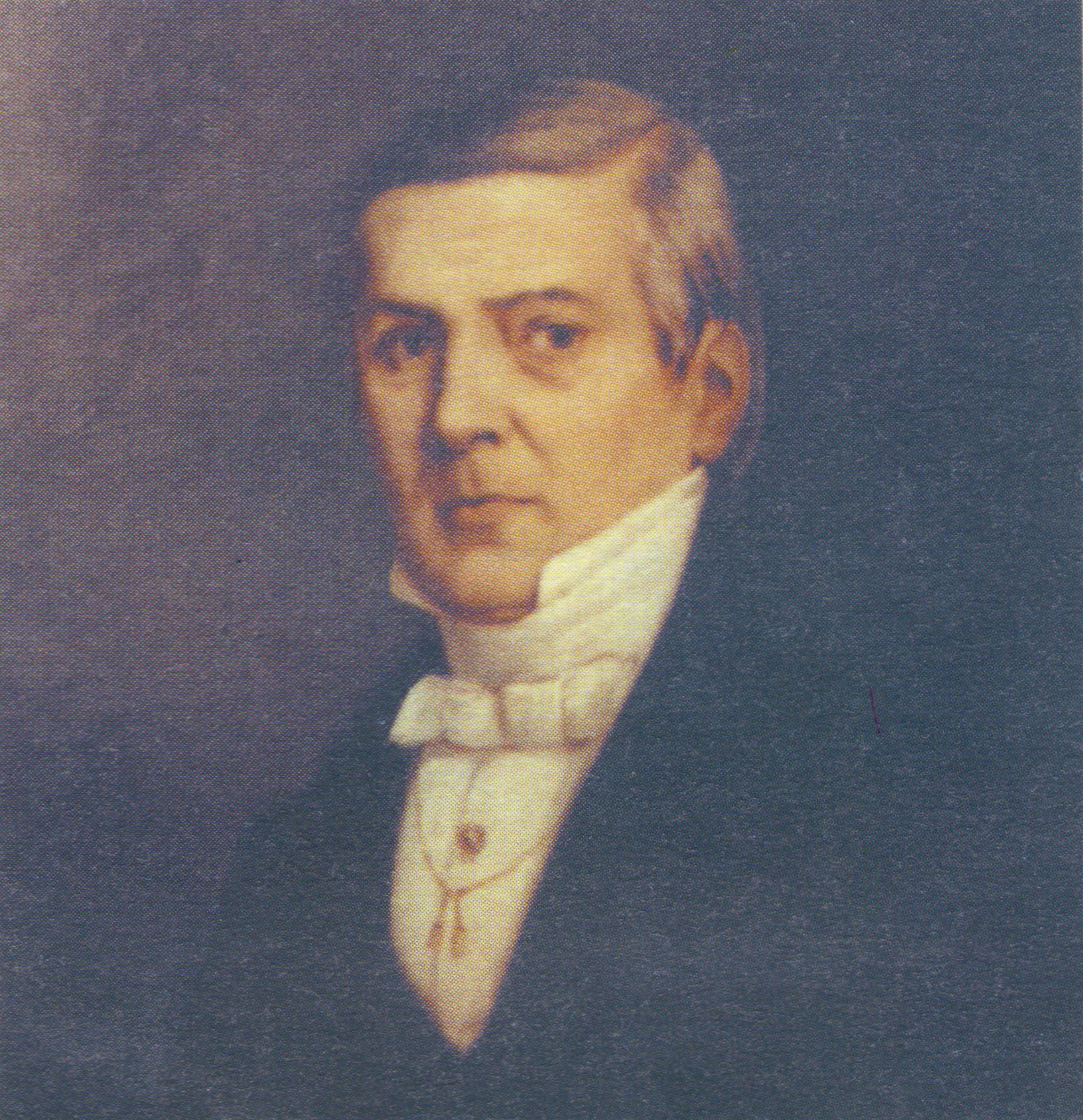
José Longinos Ellauri

José Longinos Ellauri Fernández (* 14. März 1789 in Montevideo; † 21. November 1867 ebenda) war ein uruguayischer Politiker und Jurist.

## Leben
Ellauri war Mitglied der Asamblea Constituyente y Legislativa del Estado Oriental (1828–1830). In der ersten Legislaturperiode (4. Oktober 1830 – 15. Juni 1833) gehörte er vom 14. Oktober bis zum 10. November 1830 der Cámara de Senadores als Senator für das Departamento Canelones an.
Weiter war er ab dem 17. Februar 1834 Abgeordneter in der Cámara de Representantes für das Departamento Montevideo in der zweiten Legislaturperiode (15. Februar 1834 – 14. Februar 1837). 1835 hatte er dabei zudem die Position des Vizepräsidenten des Repräsentantenhauses inne.
Insgesamt dreimal in den Zeiträumen vom 11. März 1830 bis 20. April 1830, vom 11. November 1830 bis 2. September 1831 und letztmals vom 6. Februar 1839 bis 19. Oktober 1839 war er überdies Außenminister von Uruguay.
Sein Sohn war der spätere uruguayische Präsident José Eugenio Ellauri.